# Karwieńskie Błoto Drugie
Karwieńskie Błoto Drugie is een plaats in het Poolse district  Pucki, woiwodschap Pommeren. De plaats maakt deel uit van de gemeente Krokowa en telt 223 inwoners.